# Älvho
Älvho är en by i Hamra distrikt, Ljusdals kommun alldeles intill gränsen till Orsa kommun. Byn Älvho ligger längs med Inlandsbanan cirka 8 kilometer väster om Noppikoski och E 45. Byn ligger också i det område som brukar kallas Orsa finnmark.

## Historik
Byn Älvho uppkom genom att en station på Inlandsbanan placerades här strax efter 1900. Byn hette från början Oreho efter hoar i Ore älv som flyter genom trakten. Senare bytte orten och stationen namn till Älvho. Byn växte till ett litet stationssamhälle och hade en tid både skola, affärer samt café och fungerade som något av en centralort för området. Som mest hade orten ett hundratal invånare, vid mitten av 1900-talet.

## Kommunikationer
Cirka 8 kilometer till E 45 med förbindelser söderut till Orsa och norrut till Sveg. I närbelägna Noppikoski längs med E 45 finns bussförbindelser till Mora och Östersund med två turer dagligen i varje riktning. På sommaren stannar turisttågen vid Älvho station och byn har därmed tågförbindelse till Mora och Östersund med en tur dagligen i varje riktning.